# STS-116

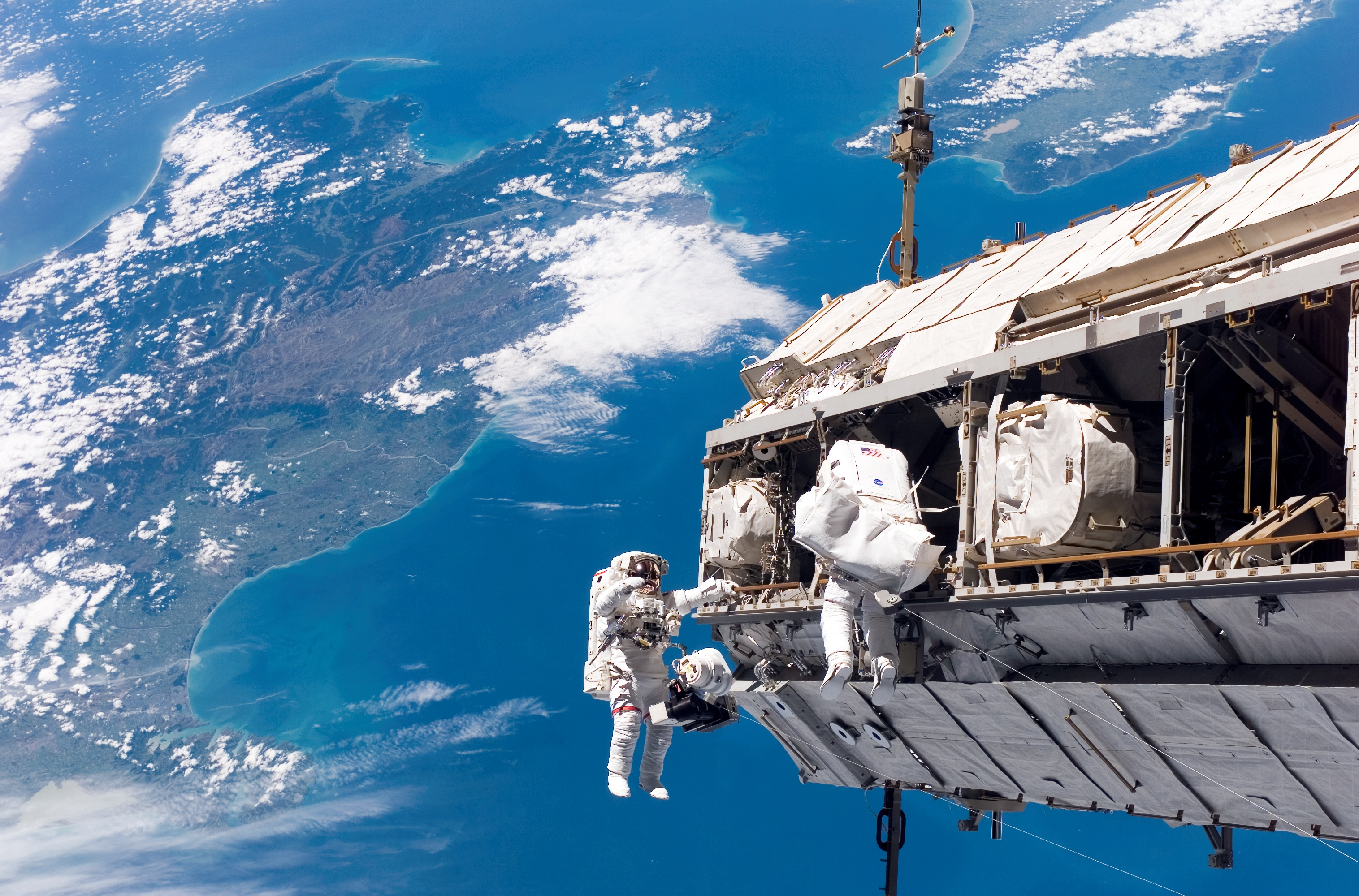
美国宇航员罗伯特·柯比姆和瑞典宇航员克里斯特·富格莱桑进行第一次太空行走，修复空间站结构

STS-116是历史上第120次航天飞机任务，也是发现号航天飞机的第33次太空飞行。发射原定于2006年12月7日，但是由于低云层而取消发射。2006年12月9日周六，美国东部时间下午8时47分35秒，第二次发射成功。这是自2002年11月23日STS-113发射之后第一次夜间发射航天飞机。
国际空间站计划将本次任务命名为ISS-12A.1。本次任务的主要目的是为国际空间站再次送去新的结构组件和实验设备等货物，主要为电力系统重新布线，并交换第14长期考察组（Expedition 14） 的人员。航天飞机于2006年12月22日美国东部时间下午5时32分降落于肯尼迪航天中心，由于天气原因比原计划晚了98分钟。这次任务对瑞典尤其重要，因为这是斯堪的纳维亚的宇航员（克里斯特·富格莱桑）第一次在太空行走。
STS-116是发现号航天飞机在维修之前的最后一次飞行，维修后的飞行任务为STS-120，于2007年10月23日发射。

## 任务成员
- 马克·波兰斯基（Mark L. Polansky，曾执行以及任务），指令长
- 威廉·欧菲雷恩（William Oefelein，曾执行任务），飞行员
- 尼古拉斯·帕特里克（Nicholas Patrick，曾执行任务），任务专家
- 羅伯特·科爾賓（Robert Curbeam，曾执行、以及任务），任务专家
- 克里斯特·富格莱桑（Christer Fuglesang，瑞典宇航员，曾执行任务），任务专家
- 琼·希金波萨（Joan Higginbotham，曾执行任务），任务专家

### 发射后停留在和平号空间站
- 苏尼特·威廉斯（Sunita Williams，曾执行、远征14号以及远征15号任务），任务工程师

### 从和平号空间站返回
- 托马斯·赖特尔（Thomas Reiter，德国宇航员，曾执行、以及任务）

## 任务过程
美国东部时间2006年12月9日20时47分，发现号航天飞机从佛罗里达州肯尼迪航天中心39B发射台顺利升空，飞赴国际空间站。这是4年来美国航天飞机的第一次夜间发射，载有7名机组宇航员。本次任务共计划进行３次太空行，宇航员们要为空间站部分结构的电力系统重新布线，并启用新的太阳能电池板以提供电力。 美国东部时间12月11日17时12分，发现号航天飞机安全抵达国际空间站，并顺利完成对接，当时这两个太空飞行器正处于东南亚上空约350公里高的位置。按照计划，对接时间为一星期。
美国东部时间12月12日15时31分至22时7分，美国宇航员罗伯特·柯比姆和瑞典宇航员克里斯特·富格莱桑完成了第一次太空行走，成功为国际空间站安装了新结构组件。富格莱桑是第一位瑞典的进入太空的宇航员，也是北欧第一位宇航员。
12月14日，柯比姆和富格莱桑再次出舱进行太空行走，在长达5个小时的时间里，成功为国际空间站美国舱段电力系统4条电力线路中的两条重新布线，从原来的临时供电系统转接到新的太阳能电池板供电系统中。12月16日，柯比姆和女宇航员苏尼特·威廉斯进行了7个半小时的第三次太空行走，完成了国际空间站电力系统另外两条线路的重新配置工作，空间站的供电系统成功转为新太阳能电池板。两人又将一套轨道碎片防护板安置到空间站外的舱段连接处。但他们在尝试收回空间站外一组旧太阳能电池板时遇到麻烦，放弃了任务。美国东部时间12月18日14时整至20时38分，柯比姆和富格莱桑临时增加一次太空行走，手动将旧太阳能电池板折叠收回。连续４次太空行走，使柯比姆成为在一次航天飞机飞行任务中，执行太空行走任务次数最多的宇航员。 
美国东部时间12月19日17时10分，发现号航天飞机与国际空间站分离，开始返航。美国东部时间12月22日下午5时32分，发现号航天飞机安全降落在佛罗里达州肯尼迪航天中心，从而结束了这次为期13天的飞行任务。